# Tino Rossi

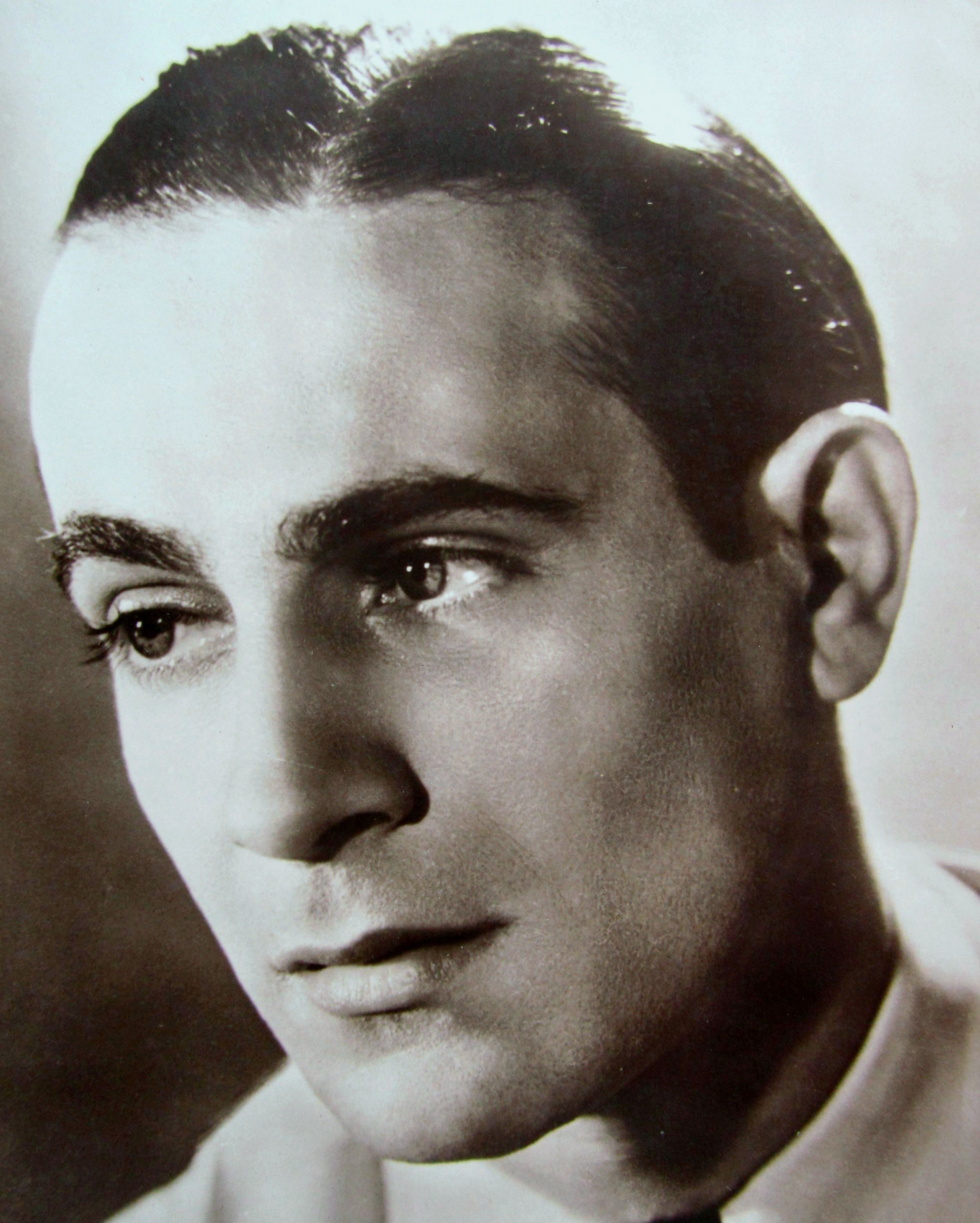
Tino Rossi, 1930er Jahre

Constantin „Tino“ Rossi (* 29. April 1907 in Ajaccio; † 26. September 1983 in Neuilly-sur-Seine) war ein aus Korsika stammender französischer Schauspieler und Sänger. Er nahm mehr als 1000 Lieder auf.

## Leben

### Die frühen Jahre
Tino Rossi wurde 1907 als Sohn eines Schneiders auf Korsika geboren. Früh schenkten seine Eltern ihm eine Gitarre, und als junger Mann komponierte und dichtete er eigene Lieder, die er in Lokalen in Ajaccio vortrug, um etwas Geld zu verdienen. Später entschloss er sich, nach Marseille zu ziehen. Er trat in Restaurants auf, erkundete die Cabaret-Szene der Côte d’Azur und machte sich dort einem breiteren Publikum bekannt. In den 1930er Jahren ging er nach Paris, wo er seinen endgültigen Durchbruch erlebte, der ihm erlaubte, mit berühmten Künstlern wie Lucienne Boyer, Damia, Pills et Tabet, Mireille, Jean Sablon und der exzentrischen Milliardärin La Môme Moineau zu arbeiten. Mit der Schauspielerin Mireille Balin hatte er eine Beziehung.
Seine romantischen Balladen waren vor allem beim weiblichen Publikum beliebt. Er sang Texte von Jules Massenet (1842–1912) und Reynaldo Hahn (1875–1947), doch verdankte er seinen Erfolg vor allem Vincent Scotto (1876–1952), der seine ersten Hits schrieb. Rossi und Scotto arbeiteten viele Jahre zusammen. Um seine erste Schallplattenaufnahme finanzieren zu können, musste Rossi noch seine Mutter um fünf Franc, zu jener Zeit ein erheblicher Betrag, bitten. Erste feste Gagen betrugen 1933 wöchentlich 500 Franc im Alcazar in Marseille. 1944 verbrachte er aus politischen Gründen (er hatte vor Gefangenen gesungen) einige Tage im Gefängnis von Fresnes, wurde auf Betreiben der Regierung jedoch freigelassen. Rossi stand auf der am 4. September 1945 von der Résistance-Organisation Front national veröffentlichten Liste von Kollaborateuren des französischen Kulturbetriebs.
Nach einer ersten Ehe in den 1930er Jahren, aus der seine Tochter, Pierrette, stammte, und einer Liebesbeziehung zu der Schauspielerin Mireille Balin heiratete er 1947 Lilia Vetti, eine junge Tänzerin, die er bei Dreharbeiten kennengelernt hatte.

### Ruhm und Nachleben

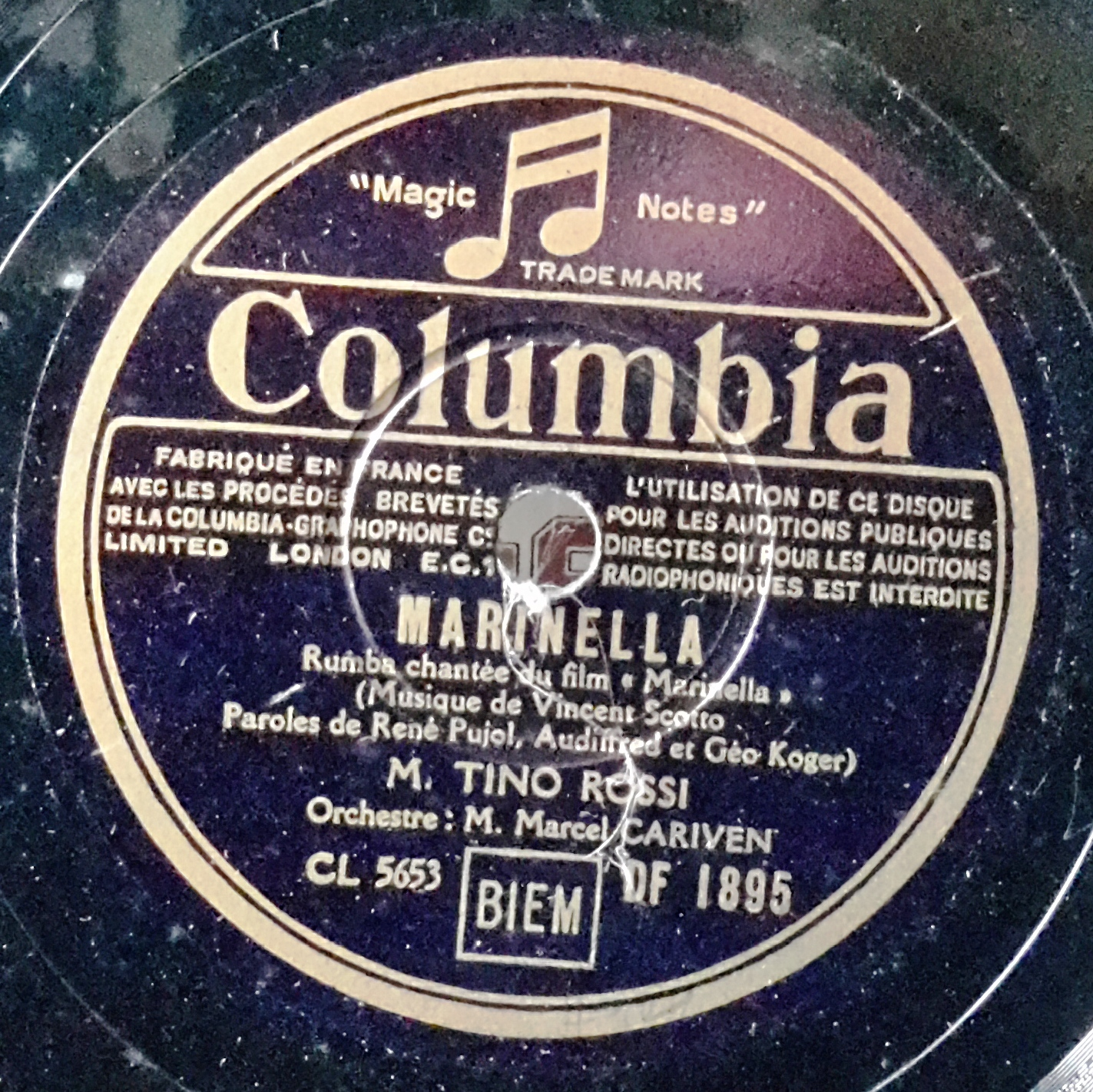
Einer seiner zahlreichen Plattenerfolge

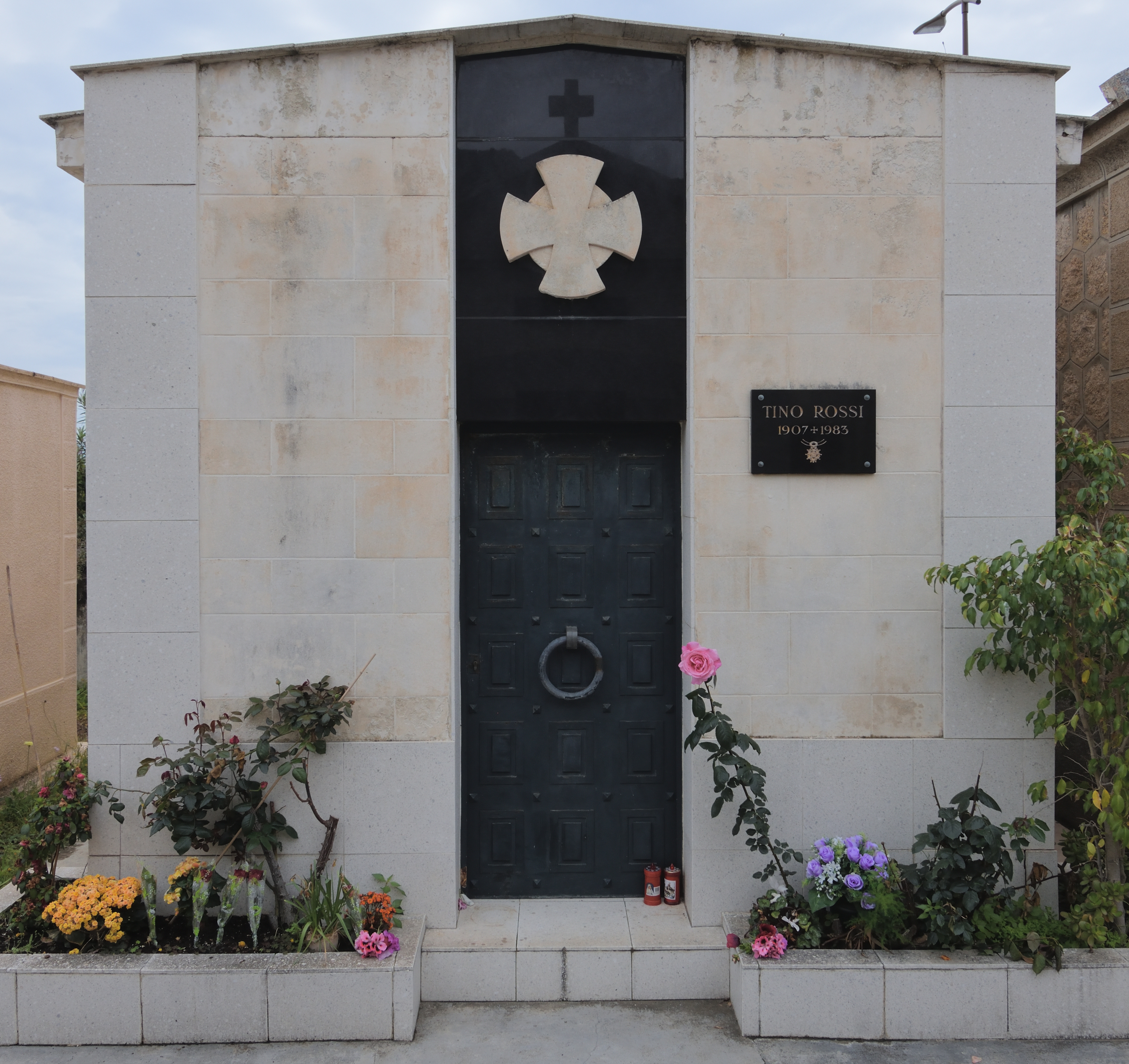
Grabkapelle von Tino Rossi auf dem Friedhof von Ajaccio

Tino Rossi wurde zum Idol der Jugend seiner Zeit. Insgesamt nahm er in fünf Jahrzehnten mehr als 100 Schallplatten auf. Seine Interpretation des Weihnachtslieds Petit Papa Noël ist noch heute populär.
Außerdem drehte Rossi 25 Filme, deren bedeutendster Versailles – Könige und Frauen von 1953 war (Regie Sacha Guitry). 
1978 veröffentlichte er gemeinsam mit seinem Sohn, Laurent, eine Hymne auf den korsischen Fußballverein SC Bastia mit dem Titel (Forza Bastia, forza Corsica), die auf Korsisch und Französisch gesungen wird.
Im Jahr 1982 wurde Tino Rossi vom französischen Staatspräsidenten, François Mitterrand, für seinen Beitrag zur Verbreitung der französischen Kultur zum Kommandeur der Ehrenlegion ernannt. 
Im selben Jahr trat er zum letzten Mal im Casino de Paris auf. Tino Rossi, der von den Bewohnern seiner Geburtsstadt Tintin genannt wurde, starb 1983 an einem Krebsleiden. Er ist in einer eigenen Grabkapelle auf dem Friedhof von Ajaccio bestattet.
Die Familie seines Sohnes Laurent bewohnt Rossis am Meer gelegenes Anwesen am westlichen Stadtrand Ajaccios. Jeden Sommer ist das Haus für Besichtigungen geöffnet.
| - 1934: La Cinquième empreinte - 1934: L’Affaire Coquelet - 1934: Adémaï au Moyen-Âge - 1934: Les nuits moscovites - 1935: Vogue, mon cœur - 1935: Marseille (Spielfilm über ein Konzert von Tino Rossi) - 1935: Justin de Marseille - 1936: Marinella - 1936: Au son des guitares - 1937: Lumières de Paris - 1938: Nächte in Neapel (Naples au baiser de feu) - 1942: Im Fieber der Liebe (Fièvres) - 1943: Le soleil a toujours raison - 1943: Le chant de l’exilé - 1943: Mon amour est près de toi - 1944: Abenteuer auf Korsika (L’île d’amour) - 1946: Sérénade aux nuages - 1946: Le Gardian - 1946: Destins - 1947: Der unbekannte Sänger (Le chanteur inconnu) - 1948: La belle meunière - 1949: Deux amours - 1949: Marlène - 1950: Envoi de fleurs - 1952: Au pays du soleil - 1952: Son dernier Noël - 1954: Versailles – Könige und Frauen (Si Versailles m’était conté…) - 1954: Tourments - 1970: Une drôle de bourrique | - 1934: Parade de France - 1936: Tout Paris chante - 1955: Méditerranée - 1957: Naples au baiser de feu - 1963: Le temps des guitares - 1969: le marchand de soleil - 1981–1982: Cinquante ans d’amour |

## Diskografie (Auswahl)

### Alben
| Jahr | Titel                 | Höchstplatzierung, Gesamtwochen, AuszeichnungChartsChartplatzierungen (Jahr, Titel, Platzierungen, Wochen, Auszeichnungen, Anmerkungen) | Anmerkungen                      |
| Jahr | Titel                 | FR | Anmerkungen                      |
| ---- | --------------------- | --- | -------------------------------- |
| 1946 | Petit Papa Noël       | FR148 (8 Wo.)FR | Charteinstieg: 22. Dezember 2012 |
| 1957 | La belle nuit de Noël | FR166 Gold · (4 Wo.)FR | Charteinstieg: 15. Dezember 2012 |

grau schraffiert: keine Chartdaten aus diesem Jahr verfügbar
Weitere Alben
- 1933: Tango de Marilou
- 1934: O Corse île d’amour
- 1934: Vieni vieni
- 1935: Il pleut sur la route
- 1935: Chanson pour Nina
- 1936: Tchi-tchi
- 1936: Marinella
- 1936: Tant qu’il y aura des étoiles
- 1936: Bohémienne aux grands yeux noirs
- 1937: Catari catari
- 1938: Ave Maria, von Charles Gounod
- 1941: Ma ritournelle
- 1941: Le chant du gardian
- 1941: Maria
- 1945: Besame mucho
- 1946: Destin
- 1950: Envoi de fleurs
- 1955: Méditerranée
- 1956: Mon Printemps, von Raymond Asso
- 1957: Naples au baiser de feu
- 1967: Le plus beau tango du monde
- 1969: Le marchand de soleil
- 1972: 40 titres d’or (FR: Gold)[6]
- 1974: J’avais 20 ans
- 1977: Ma dernière chanson sera comme la première
- 1977: Coffret Tino Rossi (FR: Gold)
- 1977: Tino Rossi (FR: Gold)
- 1978: La vie commence à 60 ans
- 1982: 50 ans d’amour
- 1983: C’est La Plus Belle Nuit De Noêl (FR: ×2Doppelplatin )

### Singles
| Jahr | Titel Album                                          | Höchstplatzierung, Gesamtwochen, AuszeichnungChartplatzierungen (Jahr, Titel, Album, Platzierungen, Wochen, Auszeichnungen, Anmerkungen) | Höchstplatzierung, Gesamtwochen, AuszeichnungChartplatzierungen (Jahr, Titel, Album, Platzierungen, Wochen, Auszeichnungen, Anmerkungen) | Anmerkungen                      |
| Jahr | Titel Album                                          | FR | BEF | Anmerkungen                      |
| ---- | ---------------------------------------------------- | --- | --- | -------------------------------- |
| 1946 | Petit Papa Noël                                      | FR6 (62 Wo.)FR | — | Charteinstieg: 22. Dezember 1984 |
| 1956 | Arrivederci Roma (Au revoir Rome) –                  | — | BEW4 (32 Wo.)BEW | Erstveröffentlichung: 1956       |
| 1956 | Méditerranée –                                       | — | BEW21 (24 Wo.)BEW | Erstveröffentlichung: 1956       |
| 1957 | Maman, la plus belle du monde –                      | — | BEW18 (32 Wo.)BEW | Erstveröffentlichung: 1957       |
| 1957 | Tu n’as pas très bon caractère –                     | — | BEW10 (32 Wo.)BEW | Erstveröffentlichung: 1957       |
| 1958 | Le bateau de Tahiti –                                | — | BEW12 (36 Wo.)BEW | Charteinstieg: 1. April 1958     |
| 1959 | La madone d’amour –                                  | — | BEW3 (40 Wo.)BEW | Erstveröffentlichung: 1959       |
| 1960 | Bons baisers, à bientôt –                            | — | BEW36 (8 Wo.)BEW | Erstveröffentlichung: 1960       |
| 1960 | Papa aime maman –                                    | — | BEW10 (24 Wo.)BEW | Erstveröffentlichung: 1960       |
| 1972 | Le parrain (Parle plus bas) –                        | — | BEW48 (1 Wo.)BEW | Charteinstieg: 26. Oktober 1972  |
| 1997 | Petit Papa Noël [Disques Pathé] Petit Papa Noël      | FR17 (38 Wo.)FR | — | Charteinstieg: 6. Dezember 1997  |
| 2003 | Petit Papa Noël [Fifty Five] Petit Papa Noël         | FR29 (25 Wo.)FR | — | Charteinstieg: 23. November 2003 |
| 2005 | Petit Papa Noël [M6 Interactions] Petit Papa Noël    | FR9 (21 Wo.)FR | — | Charteinstieg: 9. November 2005  |
| 2006 | Petit Papa Noëll / Minuit, chrétiens Petit Papa Noël | FR9 (64 Wo.)FR | — | Charteinstieg: 2. Dezember 2006  |
| 2008 | Petit Papa Noëll [Universal] Petit Papa Noël         | FR13 (22 Wo.)FR | — | Charteinstieg: 8. November 2008  |

grau schraffiert: keine Chartdaten aus diesem Jahr verfügbar